# شبه جزيرة كانين
تقع شبه جزيرة كانين (بالروسية: Канин полуостров)‏ في روسيا وترطبت بمقاطعة أوكروغ نينيتس الذاتية .
تغطي مساحة 10500 كم2 ، وتمتد شمالاً 300 كم من بحر بارنتس ويحدها من الغرب خليج ميزن ( البحر الأبيض ) ومن الشرق خليج تشيتشا .
قرية صيد هي القرية تشوينة الواحدة من المواقع القلييلة الموجودة في شبه الجزيرة و رأس كانين في أقصى شمال شبه الجزيرة .

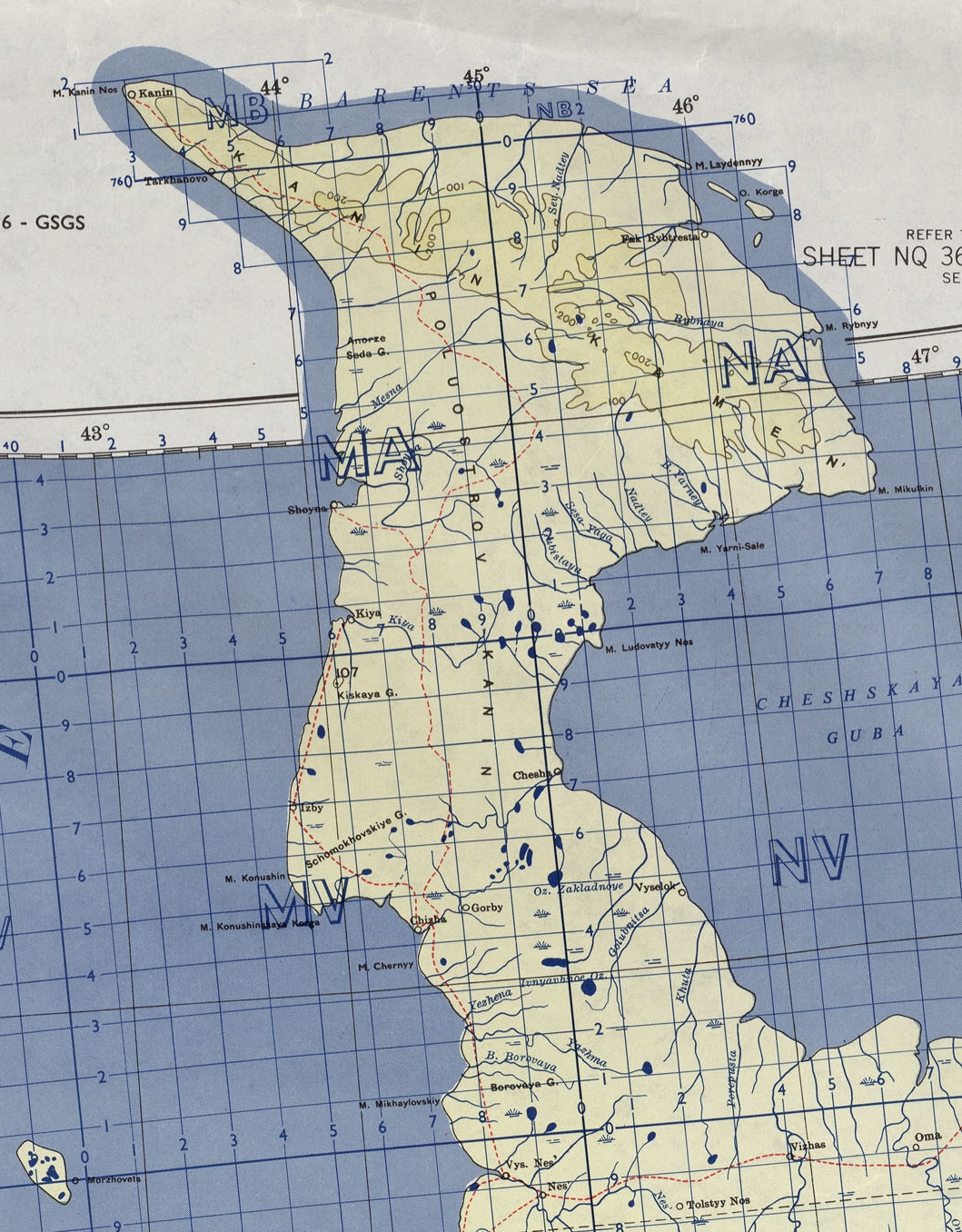
خريطة أمريكية لشبه جزيرة كانين من عام 1956